# Ford Ranger Cup 2008/09
Der Ford Ranger Cup 2008/09 war die 40. Austragung der nationalen List A Cricket-Meisterschaft in Australien. Der Wettbewerb wurde zwischen dem 8. Oktober 2008 und 22. Februar 2009 zwischen sechs australischen First-Class-Vertretungen der Bundesstaaten ausgetragen. Im Finale konnte sich  Queensland mit 12 Runs gegen  Victoria durchsetzen.

## Format
Die sechs Mannschaften spielten in einer Gruppe jeweils acht Spiele gegen die anderen Mannschaften. Für einen Sieg gibt es vier Punkte, für ein Unentschieden oder No Result zwei und für eine Niederlage keinen Punkt. Ein Bonuspunkt wird vergeben, wenn bei einem Sinn die eigene Runzahl die des Gegners um das 1,25-fache übersteigt, ein weiterer, wenn sie sogar mehr als das Doppelte des Gegners beträgt. Des Weiteren ist es möglich, dass Mannschaften Punkte abgezogen bekommen, wenn sie beispielsweise zu langsam spielen. Der Gruppenerste und -zweite qualifiziert sich für das Finale.

## Resultate

### Gruppenphase
Tabelle
| Teams             | Sp. | S | N | U | R | NR | BP | Ded | Punkte | NRR    |
| ----------------- | --- | - | - | - | - | -- | -- | --- | ------ | ------ |
| Victoria          | 10  | 7 | 3 | 0 | 0 | 0  | 2  | 0   | 30     | +0.100 |
| Queensland        | 10  | 6 | 4 | 0 | 0 | 0  | 6  | 0   | 30     | +0.841 |
| South Australia   | 10  | 5 | 5 | 0 | 0 | 0  | 3  | 0   | 23     | +0.048 |
| Tasmanien         | 10  | 4 | 5 | 1 | 0 | 0  | 2  | 0   | 20     | +0.076 |
| Western Australia | 10  | 4 | 6 | 0 | 0 | 0  | 0  | 0   | 16     | −0.341 |
| New South Wales   | 10  | 3 | 6 | 1 | 0 | 0  | 1  | 0   | 15     | −0.646 |

## Finale
| 22. Februar Scorecard | Melbourne | Queensland 187-8 (50)          | – | Victoria 175 (48) |
|                       |           | Queensland gewinnt mit 12 Runs |   |                   |